# Hot Road (電影)
《Hot Road》（日语： Hotto Rodo）是一部由三木孝浩執導、於2014年8月16日上映的日本愛情電影，由多間電視台、唱片公司和藝能事務所組成的製作委員會合作拍攝，主角為能年玲奈和登坂廣臣。

## 背景
本電影的原作品是發行量超過700萬部、但已在超過25年前完結連載的少女漫畫《Hot Road》（ホットロード），而漫畫的作者紡木卓亦參與了本作品的監修工作。在此之前，紡木曾經多次因作品不符合電視劇和電影的形象而不同意將漫畫改拍，然而在看過電影《烏鴉的拇指》後紡木表示「只要能年飾演和希就可以拍成電影」，於是決定將漫畫電影化。
本電影由曾經執導《向陽處的她》的三木孝浩擔任導演，女主角能年玲奈則是繼2013年NHK連續電視小說《小海女》後，再次主演電影作品。雖然她在本片中的角色是在《小海女》播出前已決定的，但能年在出演《小海女》時以天真烂漫的少女形象示人，給觀眾留下的印象深刻，因而曾經有一些日本媒體擔心她之後不能擺脫這個形象。而能年在本作中飾演的14歲少女宮市和希是一個因為盜竊被接受輔導的金髮不良少女，和她在《小海女》中的角色可說是完全相反，因此能年若成功凭借此作品脱离既定印象，將被視為是对于其未来演艺事业发展的重要一步。而飾演男主角春山的則是男子音樂組合三代目J Soul Brothers的主唱登坂廣臣，本作也是他首次出演的電影。
本片的宣傳標語為「如此喜歡著一個人，還是第一次。」（こんなに誰かを好きになったのは、初めてだった。）

## 劇情概要
年幼喪父的14歲少女宮市和希（能年玲奈 飾）雖然與媽媽（木村佳乃 飾）同住一屋，但卻感受不到絲毫的母愛，因而受到心靈創傷、開始自我懷疑，最終更演變成一名不良少女。一天晚上，不喜學校生活的宮市隨同學到了湘南，並認識了不良少年兼暴走族「Nights」的領袖春山洋志（登坂廣臣 飾），漸漸找回久違的安全感。不過，兩人在之後就隨即捲入了一場發生於暴走族之間的派系鬥爭…

## 演員
出演本電影的主要演員包括：
- 宮市和希：能年玲奈
- 春山洋志：登坂廣臣
- 宮市之母：木村佳乃
- 春山之母：松田美由紀（日语：松田美由紀）
- 鈴木：小澤征悦
- 玉見徹（玉見トオル）：鈴木亮平
- 宏子：太田莉菜（日语：太田莉菜）
- 惠理：竹富聖花
- Richard（リチャード）：落合扶樹（日语：落合モトキ）
- 金霸（金パ）：山田裕貴
- 赤根隊長（リーダー赤根）：野替愁平
- No.2 永山：遠藤雄弥
- 姥姥先生（おばさま先生）：鷲尾真知子
- 醫生：野間口徹（日语：野間口徹）
- 高津：利重剛（日语：利重剛）

## 歌曲
- 主題曲：尾崎豐《Oh My Little Girl》

## 獎項
- 第39屆報知電影獎新人獎：登坂廣臣
- 第27屆日刊體育電影大獎新人獎：能年玲奈
- 第6屆TAMA電影節（日语：TAMA CINEMA FORUM）最優秀新進女演員獎：能年玲奈
- 第24回日本電影影評人大獎新進男演員獎：登坂廣臣

## 外部連結
- 的X（前Twitter）
- 的Facebook專頁
- YouTube上的
- YouTube上的
- YouTube上的